# Ligne de Jær
La ligne de Jær est une ligne ferroviaire norvégienne entre Stavanger et Egersund qui fait aujourd'hui partie de la ligne du Sørland.

## Histoire
La ligne de Jær fut construite de 1874 à 1878. L'écartement étroit des voies (1067mm) fut remplacé en 1944 par un écartement standard. 

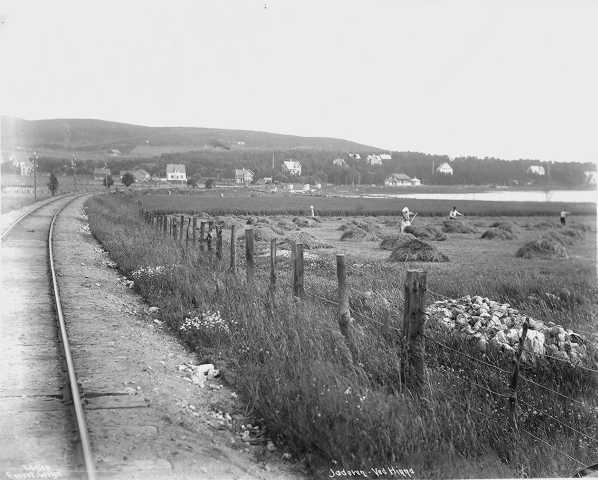
La Jærbanen à Hinna (Stavanger) - 1912

En 1956, la ligne fut électrifiée. Puis en 1992 de nombreuses améliorations ont été apportées au trafic : augmentations du nombre de trains, élargissement des horaires, travaux d'amélioration des voies permettant aux trains d'être plus rapides.
Le dernier passage à niveau entre Stavanger et Egersund a été fermé le 6 octobre 2006. Il se trouvait à proximité du terminal de marchandise de Ganddal. La Jærbanen est désormais la plus longue ligne de Norvège sans passage à niveau. Les différents passages à niveau ont été fermés au cours des années 1990.
La Jærbanen a une ligne secondaire : l'Ålgårdbanen, qui va de Ganddal à Ålgård, sur une distance de 12 km. L'Ålgårdbanen avait un trafic passager de son ouverture en 1924 jusqu'en 1955, mais le trafic de marchandise a continué jusqu'en 1988. La ligne est aujourd'hui fermée. Seuls trois kilomètres sont encore utilisés (jusqu'à la halte ferroviaire de Foss-Eikeland) pour le trafic de marchandise.

Le dernier week-end avant 2008, le terminal de fret à Stavanger a été fermé, le matériel déplacé vers le nouveau terminal de fret de Ganddal. L'ouverture officielle du terminal a été réalisée le 21 janvier par la ministre Liv Signe Navarsete.

## Construction de la voie double Stavanger-Sandnes
En raison de l'importance du trafic local, des travaux pour doubler la ligne de Stavanger à Sandnes ont débuté en 2006. La double voie a été inaugurée le 14 décembre 2009. Un nouveau terminal de marchandise est également en construction à Sandnes.
L'ouverture officielle a eu lieu sur au nouvel arrêt de Paradis le lundi 14 décembre 2009 en la présence de la Ministre des Transports Magnhild Meltveit Kleppa. Le coût avait été estimé à 1,5 milliard de NOK (environ 200 millions d'euros) pour une distance de 14,5 km, mais après trois ans, la facture finale s'est élevée à 2,2 milliards de NOK (environ 275 millions d'euros). 
Dans le cadre de la double voie, on a également construit trois nouvelles gares : Paradis, Jåttåvågen et Gausel, tandis que la halte ferroviaire de Hillevåg a été fermée.

## Trafic
Le trafic sur la Jærbanen se compose de trains locaux, de trains régionaux et de fret. Les trains de passagers sont gérés par la NSB et le trafic de marchandise par CargoNet. Les trains locaux partent chaque heure de Stavanger en direction d'Egersund, chaque demi-heure en direction de Nærbø et tous les quarts d'heure en direction de Sandnes. Les trains régionaux en provenance de Stavanger s'arrêtent en gare de Sandnes, Bryne et Egersund avant de rejoindre la Sørlandsbanen.

## Nombre de voyageurs
Durant les années 1990, de nombreux travaux ont été menés sur la Jærbanen. Cela a mené à l'accroissement de la fréquentation de la ligne. En 1991, on comptait 635 000 voyageurs par an, contre 2 315 000 voyageurs par an. En 2006, la ligne fut fréquentée par 2 600 000 personnes soit environ 50 000 personnes par semaine, auxquelles il faut ajouter les 404 000 utilisateurs des trains régionaux entre Kristiansand et Stavanger (chiffre de 2008).
Selon les mesures faites en septembre 2011, ce n'est pas moins de 74 000 voyageurs par semaine qui emprunte la Jærbanen. Ce qui représente une augmentation de 11 % comparé à septembre 2010.

## Gares desservies
- Egersund
- Hellvik
- Sirevåg
- Ogna
- Brusand
- Vigrestad
- Varhaug
- Nærbø
- Bryne
- Klepp
- Øksnavadporten
- Ganddal
- Sandnes
- Sandnes sentrum
- Gausel
- Jåttåvågen
- Mariero
- Paradis
- Stavanger